# Domingo Cisma
Domingo Cisma González (Sevilla 19 de junio de 1980) es un exfutbolista y entrenador español. Jugaba de lateral izquierdo. Actualmente es segundo entrenador de la U. D. Las Palmas de la Primera División de España.
Debutó en Primera División con la U. D. Almería en 2007 tras haber conseguido el ascenso la temporada 2006-07. Además de en el Almería, ha jugado en el C. D. Numancia, en el Racing de Santander, en el Atlético de Madrid —con quien se proclamó campeón de la Copa del Rey   en 2013— y en el Elche C. F..

## Trayectoria como jugador

### Inicios
Inició su carrera profesional en el Ayamonte Club de Fútbol, en Tercera División. Desde el Ayamonte fue transferido al Atlético de Madrid e ingresó en su filial, que jugaba en Segunda División B. Allí permaneció durante dos temporadas, llegando incluso a realizar la pretemporada con el primer equipo rojiblanco en su último año.

### Almería
En el verano de 2005 fue fichado por la U. D. Almería, con la que logró el histórico ascenso a la Primera División en la temporada 2006-07. En la temporada 2007-08 el cuerpo técnico le incluyó entre los descartados. Aunque inicialmente se esperaba su salida del club en una cesión, habiendo realizado incluso la pretemporada al margen del equipo, finalmente, poco antes del cierre del mercado de traspasos, Unai Emery le incluyó en la plantilla.
El 23 de septiembre de 2007 debutó en Primera División ante el R. C. D. Mallorca. En total, esa temporada sólo fue alineado en once partidos.
La temporada 2008-09 fue cedido al C. D. Numancia durante un año. En 2009, tras finalizar su cesión, volvió al Almería.

### Racing de Santander
En 2010, al finalizar su contrato con el club almeriense, fichó por el Racing de Santander por cuatro temporadas. Pasó dos temporadas en el conjunto cántabro que finalizaron con el descenso del Racing de Santander a Segunda División en 2012.

### Atlético de Madrid
Tras el descenso, se desvinculó del Racing de Santander y fichó por el Atlético de Madrid. El 21 de septiembre debutó con el Atlético de Madrid en la victoria por cero a tres correspondiente al primer partido de la fase de grupos de la Europa League ante el Hapoel Tel Aviv. Esta sería la competición en la que Cisma participó con más asiduidad tras disputar cinco de los ocho partidos que jugó el Atlético de Madrid ya que fue eliminado en la primera ronda tras la fase de grupos. 
Durante el resto de la temporada jugó muy pocos partidos participando principalmente en los partidos destinados a los teóricos suplentes. En la Liga el Atlético de Madrid consiguió la clasificación para la Liga de Campeones al acabar en tercera posición tras el F. C. Barcelona y el Real Madrid y en la Copa del Rey se proclamó campeón el 17 de mayo de 2013 tras vencer al Real Madrid por uno a dos.

### Elche C. F.
A principios del verano del 2013 sonó para apuntalar la defensa del Elche C. F., pero las negociaciones se enfriaron y el club barajó otras opciones. Tras la negativa de la mujer de Sapunaru para que fichara por el equipo ilicitano, cuando el acuerdo era total, el Elche C. F. retomó las negociaciones. Finalmente, el 23 de julio de 2013 firmó su nuevo contrato por el Elche C. F..
Debutó con Elche como titular en la primera jornada de Liga ante el Rayo Vallecano donde cayó derrotado por tres a cero. En su primer año ayudó al club a conseguir el objetivo de mantenerse una temporada más en Primera División disputando 19 partidos de Liga. Durante su segunda temporada el equipo volvió a conseguir mantenerse en Primera División en los terrenos de juego pero por problemas económicos descendió de categoría.

### Córdoba C. F.
El 18 de julio Cisma fichó por el Córdoba Club de Fútbol después de quedar libre del Elche. Debutó el 22 de agosto en la primera jornada de Liga en la victoria por uno a cero ante el Real Valladolid. Se retiró a los 36 años por una lesión, logrando disputar un total de 288 partidos entre Primera y Segunda División.

## Trayectoria como entrenador
El 15 de febrero de 2018, fichó como entrenador del Morón C. F. de la de la Primera División Andaluza, al que dirigió hasta el final de la temporada 2017-18. Desde 14 de enero de 2021 se incorporó, como asistente de Luis Carrión, al F. C. Cartagena de la Segunda División de España. La siguiente temporada siguió con Carrión marchándose el 22 de septiembre de 2023 al Real Oviedo de la Segunda División de España.
En junio de 2024, tras dejar al Oviedo al borde del ascenso a Primera, dejan el club asturiano, para continuar su labor de segundo entrenador esta vez en la U. D. Las Palmas de la Primera División de España.

## Estadísticas

### Clubes
- Actualizado a 18 de enero de 2016:[10]

| Club                                                                                       | Div           | Temporada     | Liga  | Liga  | Copas nacionales(1) | Copas nacionales(1) | Torneos internacionales(2) | Torneos internacionales(2) | Total | Total | Media goleadora |
| Club                                                                                       | Div           | Temporada     | Part. | Goles | Part.               | Goles               | Part.                      | Goles                      | Part. | Goles | Media goleadora |
| ------------------------------------------------------------------------------------------ | ------------- | ------------- | ----- | ----- | ------------------- | ------------------- | -------------------------- | -------------------------- | ----- | ----- | --------------- |
| U. D. Almería · España                                                                     |               |               |       |       |                     |                     |                            |                            |       |       |                 |
| 2.ª                                                                                        | 2005-06       | 16            | 0     | 0     | 0                   | -                   | -                          | 16                         | 0     | 0     |                 |
| 2.ª                                                                                        | 2006-07       | 20            | 1     | 0     | 0                   | -                   | -                          | 20                         | 1     | 0,05  |                 |
| 1.ª                                                                                        | 2007-08       | 11            | 0     | 0     | 0                   | -                   | -                          | 11                         | 0     | 0     |                 |
| Total club                                                                                 | Total club    | 47            | 1     | 0     | 0                   | -                   | -                          | 47                         | 1     | 0,02  |                 |
| C. D. Numancia · España                                                                    |               |               |       |       |                     |                     |                            |                            |       |       |                 |
| 1.ª                                                                                        | 2008-09       | 34            | 3     | 0     | 0                   | -                   | -                          | 34                         | 3     | 0,09  |                 |
| Total club                                                                                 | Total club    | 34            | 3     | 0     | 0                   | -                   | -                          | 34                         | 3     | 0,09  |                 |
| U. D. Almería · España                                                                     |               |               |       |       |                     |                     |                            |                            |       |       |                 |
| 1.ª                                                                                        | 2009-10       | 33            | 3     | 1     | 0                   | -                   | -                          | 34                         | 3     | 0,09  |                 |
| Total club                                                                                 | Total club    | 33            | 3     | 1     | 0                   | -                   | -                          | 34                         | 3     | 0,09  |                 |
| Racing de Santander · España                                                               |               |               |       |       |                     |                     |                            |                            |       |       |                 |
| 1.ª                                                                                        | 2010-11       | 31            | 0     | 0     | 0                   | -                   | -                          | 31                         | 0     | 0     |                 |
| 1.ª                                                                                        | 2011-12       | 26            | 0     | 1     | 0                   | -                   | -                          | 27                         | 0     | 0     |                 |
| Total club                                                                                 | Total club    | 57            | 0     | 1     | 0                   | -                   | -                          | 58                         | 0     | 0     |                 |
| Atlético de Madrid · España                                                                |               |               |       |       |                     |                     |                            |                            |       |       |                 |
| 1.ª                                                                                        | 2012-13       | 2             | 0     | 3     | 0                   | 5                   | 0                          | 10                         | 0     | 0     |                 |
| Total club                                                                                 | Total club    | 2             | 0     | 3     | 0                   | 5                   | 0                          | 10                         | 0     | 0     |                 |
| Elche C. F. · España                                                                       |               |               |       |       |                     |                     |                            |                            |       |       |                 |
| 1.ª                                                                                        | 2013-14       | 19            | 0     | 2     | 0                   | -                   | -                          | 21                         | 0     | 0     |                 |
| 1.ª                                                                                        | 2014-15       | 25            | 0     | 1     | 0                   | -                   | -                          | 26                         | 0     | 0     |                 |
| Total club                                                                                 | Total club    | 44            | 0     | 3     | 0                   | -                   | -                          | 47                         | 0     | 0     |                 |
| Córdoba C. F. · España                                                                     |               |               |       |       |                     |                     |                            |                            |       |       |                 |
| 2.ª                                                                                        | 2015-16       | 16            | 0     | 0     | 0                   | -                   | -                          | 16                         | 0     | 0     |                 |
| Total club                                                                                 | Total club    | 16            | 0     | 0     | 0                   | -                   | -                          | 16                         | 0     | 0     |                 |
| Total carrera                                                                              | Total carrera | Total carrera | 233   | 7     | 8                   | 0                   | 5                          | 0                          | 246   | 7     | 0,03            |
| (1) Incluye datos de Copa del Rey (2005-15). (2) Incluye datos de Europa League (2012-13). |               |               |       |       |                     |                     |                            |                            |       |       |                 |

## Palmarés

### Títulos nacionales
| Título       | Club               | País   | Año  |
| ------------ | ------------------ | ------ | ---- |
| Copa del Rey | Atlético de Madrid | España | 2013 |